# Wybory samorządowe na Ukrainie w 1990 roku
Wybory samorządowe na Ukrainie w 1990 roku – wybory deputowanych ludowych do rad lokalnych Ukraińskiej SRR XXI kadencji, przeprowadzone 4 marca 1990 roku. Były to pierwsze demokratyczne wybory z możliwością alternatywnego wyboru. W 2004 roku zmieniono numerację kadencji rad lokalnych, w wyniku czego wybory te stały się wyborami na pierwszą kadencję organów przedstawicielskich samorządu lokalnego na Ukrainie.
28 października 1989 roku podpisano uchwałę Rady Najwyższej Ukraińskiej SRR nr 8309-XI „O wyznaczeniu wyborów deputowanych ludowych Ukraińskiej SRR i deputowanych lokalnych rad deputowanych ludowych Ukraińskiej SRR XXI kadencji” przez Przewodniczącą Prezydium Rady Najwyższej Ukraińskiej SRR Wałentynę Szewczenko. Ta sama uchwała rozszerzyła uprawnienia deputowanych rad lokalnych XX kadencji do czasu wyboru deputowanych nowej kadencji. Liczbę wyborców dla jednego okręgu wyborczego ustalono na 82,2 tysiące. Wybory odbyły się na podstawie nowej ordynacji wyborczej „O wyborach deputowanych do rad lokalnych deputowanych ludowych Ukraińskiej SRR”, podpisanej dzień wcześniej, 27 października. Przewidywano, że posłowie będą wybierani na podstawie powszechnego prawa wyborczego w bezpośrednim głosowaniu tajnym w okręgach wyborczych wielomandatowych i jednomandatowych.
Wybory odbyły się w kontekście walki o wprowadzenie demokracji wielopartyjnej, równość różnych form własności i przyjęcie nowej konstytucji. W wyniku licznych masowych wystąpień przeciwko ówczesnemu rządowi na początku 1990 roku, pod naciskiem sił demokratycznych, odwołano ze stanowisk 11 pierwszych sekretarzy komitetów regionalnych Komunistycznej Partii Związku Radzieckiego. W obwodzie czernihowskim w wyniku rewolucji kiełbasianej w styczniu 1990 roku doszło do odwołania I sekretarza Czernihowskiego Komitetu Obwodowego Komunistycznej Partii Ukrainy Łeonida Pałażczenki.
Wybory odbywały się równocześnie z wyborami deputowanych ludowych do Rady Najwyższej Ukraińskiej SRR. Deputowani zostali wybrani do 25 rad obwodowych, 469 rejonowych, 434 miejskich, 120 rejonowych w miastach, 820 osiedlowych i 8996 wiejskich.
Wyniki wyborów pokazały, że partia komunistyczna zaczęła tracić monopol na władzę. W wyborach do rad obwodów lwowskiego, tarnopolskiego i iwanofrankiwskiego zwyciężyli kandydaci bezpartyjni, a komuniści po raz pierwszy w swojej historii znaleźli się w opozycji. Ponad 100 pierwszych sekretarzy komitetów miejskich, rejonowych i obwodowych Komunistycznej Partii Ukrainy, a także około 90 przewodniczących komitetów wykonawczych rad miejskich i rejonowych poprzedniej kadencji poniosło porażkę. Największą porażkę ponieśli działacze partyjni w obwodach donieckim i iwanofrankowskim. Tego samego dnia na Białorusi i w Rosji także odbyły się wybory samorządowe, w których poparcie wyborców również zdobyli reformatorzy i narodowi patrioci.